# Distrito de Tiszavasvári
El distrito de Tiszavasvári (húngaro: Tiszavasvári járás) es un distrito húngaro perteneciente al condado de Szabolcs-Szatmár-Bereg.
En 2013 tiene 27 306 habitantes. Su capital es Tiszavasvári.

## Municipios
El distrito tiene 2 ciudades (en negrita), un pueblo mayor (en cursiva) y 3 pueblos
(población a 1 de enero de 2013):
- Szorgalmatos (1039)
- Tiszadada (2317)
- Tiszadob (2929)
- Tiszaeszlár (2572)
- Tiszalök (5485)
- Tiszavasvári (12 964) – la capital